# 张锡
张锡（637年—711年），字奉孝，贝州武城县（今河北省衡水市故城县）人，武周官员，唐高宗时宰相张文瓘之侄，700年七月接替外甥李峤为宰相，舅甥两人相互为相，被当时人称荣。次年三月，因参预谋立庐陵王李显为太子，遭到武氏诸王忌恨，被以贪赃罪名罢职，流放循州（今广东惠州东）。唐中宗即位后，逐渐升为工部尚书，东都留守。韦皇后毒死中宗后效仿武则天临朝听政，让张锡与刑部尚书裴谈作宰相，10天后韦皇后被杀，他贬为绛州刺史。不久在长子张欢任县令的剡县县衙中去世。

## 家世
出身清河张氏。
- 五代祖：张彝，北魏光禄大夫。
- 高祖：张始均，尚书郎。
- 曾祖：张宴之，北齐太常卿，徐、兖二州刺史。生张虔威、张虔雄兄弟。
- 祖父：张虔雄，隋汾阴、寿春、阳城三县令。生张文禧、张文琮、张文瓘。
- 父：张文琮，唐户部侍郎、复亳建三州刺史[2]。房遗爱的表兄[3]，有文集二十卷。生张戩、张挹、张概[4]、张锡等子。女為張錫姐生子李嶠。

## 生平
张锡是张文琮第五子，19岁举秀才，20岁以孝廉登科，授霍王府参军，转任英王府法曹参军。后举茂才高第，改任绛州司户，入朝为通事舍人。历任福昌县令、户部员外郎、职方郎中、果州长史、地官、夏官郎中、夏官、冬官、吏部侍郎、权检校殿中少监。久视元年（700年）七月任凤阁侍郎、同凤阁鸾台平章事，接替外甥李峤为宰相。舅甥相互为相，被时人称荣。张锡与郑杲两人掌管吏部官员任命，大足元年（701年）三月因支持立庐陵王李显为太子，遭到武氏诸王忌恨，以泄露禁中语、贪赃罪入狱，与另一宰相苏味道同室，张锡在狱中气色如常，胃口不减，苏味道则独自席地吃饭，一副害怕可怜状。武则天知道后，只将苏味道贬官，下令张锡斩首，临刑时才被赦免，流放循州（今广东惠州东）。之后流放地改为泉州、越州。
705年，唐中宗即位，张锡恢复官职为都水使者，后历任工部侍郎兼修国史、尚书左丞、工部尚书、东都留守，封平原郡公。当时中宗举行宴会，让近臣及学士们各自献艺，工部尚书张锡跳《谈容娘舞》，将作大匠宗晋卿跳《浑脱》舞，左卫将军张洽跳《黄麞》舞，左金吾卫将军杜元琰念诵《婆罗门咒》，给事中李行言唱《驾车西河》，中书舍人卢藏用效仿道士上章、国子司业郭山恽诵《诗经》《鹿鸣》、《蟋蟀》两篇。作为修史官，他还与左散骑常侍柳沖、左仆射魏元忠、史官徐坚、刘宪等八人重新编修了《氏族志》。
710年7月3日，唐中宗被韦皇后毒死后效仿武则天临朝听政，下诏让张锡与刑部尚书裴谈并同中书门下三品。六月庚子（7月21日）夜晚，临淄王李隆基与姑母太平公主联合，发动唐隆之变，韦皇后被杀，才任宰相10日的张锡被贬为绛州刺史，累封平原郡公，年老致仕。
唐睿宗即位后，外甥李峤因在韦皇后时期曾上书外放睿宗父子，被令随子虔州刺史李暢赴任。张锡也一同被令与儿子剡县令张欢赴任，死于剡县官衙，年七十五。

## 家庭
夫人范阳卢氏，封齐国夫人。有三子：张欢、张宙、张寂。孙张惟一袭封平原郡公。

## 延伸阅读
[在维基数据编辑]
 《舊唐書·卷85》，出自刘昫《舊唐書》
 《新唐書·卷113》，出自《新唐書》